# لیوبومیر هالچوک
لیوبومیر هالچوک (انگلیسی: Lyubomyr Halchuk؛ زادهٔ ۱۸ سپتامبر ۱۹۸۱) بازیکن فوتبال اهل اوکراین است.